# Abbazia di Alet-les-Bains
L'abbazia benedettina di Notre-Dame d'Alet si trova nella città di Alet-les-Bains e fu costruita nel X secolo. Fu cattedrale della diocesi di Alet tra il 1318 e il 1801, prima con il nome di cattedrale di Notre-Dame e dopo la distruzione dell'abbazia durante le guerre di religione, sotto quello di cattedrale di Saint-Benoît.
La cattedrale e alcuni elementi dell'abbazia sono soggetti a tutela come monumento storico, dall'elenco dei monumenti storici del 1862 e da un decreto del 1922.

## Storia

### Origini
Alet-les-Bains si trova nell'ex contea di Razès, una regione storica del Medioevo, la cui capitale era Rheda, dipendente dall'arcidiocesi di Narbona, costruita sull'ex territorio forse detenuto dall'invasore saraceno. La contea fu creata da Carlo Magno e si estendeva su gran parte della regione di Corbières, mettendole a capo Guglielmo d'Aquitania uno dei suoi fedeli compagni.
Secondo diverse leggende, inizialmente vi era un monastero eretto nel territorio di Aleth. Nell'813 una carta indica che Berà, conte di Razès,, e sua moglie Romella, decisero di elevare al titolo di abbazia questo monastero consacrato alla Madonna, per ringraziare Dio, e l'abbazia adottò la regola benedettina. Da allora in poi, fu riccamente dotata, cosa che provocò invidia e gelosia da parte di altri signori locali, in particolare di Couiza e Limoux.
Dagli anni 1970, i ricercatori considerano la carta dell'813 un falso realizzato nell'XI secolo. L'abbazia di Alet venne costruita, più probabilmente alla fine del X secolo con il primo abate noto, nel 970, Benoît.
L'abbazia fu devastata prima del 1058 dal conte di Carcassonne nel contesto di un conflitto tra l'arcivescovo Guifred di Narbona e il visconte di Narbona Bérenger. Padre Pons Amiel (1167-1197) mise in atto una difesa dell'abbazia e del paese attiguo, dotandoli di una cinta muraria.

### Periodo cataro
L'abbazia così protetta continuò a prosperare e divenne una delle più potenti e influenti della regione, fino all'epoca della crociata contro gli eretici catari. Durante questa crociata, le popolazioni locali scelsero di rimanere fedeli ai loro feudatari, i visconti Trencavel di Béziers e Carcassonne contro l'esercito invasore del re. I monaci di Alet si radunarono ai Trencavel e vennero quindi scomunicati.
Quando gli eserciti di Simon de Monfort ottennero la vittoria, i monaci chiesero la protezione del conte di Foix. Diversi decenni dopo la pacificazione, i superstiti della comunità dei monaci di Alet perorarono la loro causa e furono autorizzati a tornare alla loro abbazia. Ma questi monaci, dopo che si erano ribellati, rimasero sospetti agli occhi della loro gerarchia.
Nel 1268, non si sa per quale motivo, l'abate di Alet, Raimon II, alla testa di una truppa armata prese e incendiò il castello di Fa, uccise la guarnigione e distrusse quasi completamente la torre quadrata. Scomunicato da Maurin, arcivescovo di Narbona, ricevette l'ordine di riportare la torre al suo stato originario.

### Diocesi di Alet
Papa Giovanni XXII ritenne che l'arcidiocesi di Narbona, la cui giurisdizione si estendeva su Alet, fosse troppo vasta e decise di frazionarla ed erigere tre nuove diocesi, tra cui quella di Limoux, la città più importante dell'alta valle dell'Aude, e di elevare la basilica di San Martino di Limoux a cattedrale.
La scelta di Limoux fu contestata dalle monache di Lasserre-de-Prouille, a cui apparteneva la basilica, concessa da san Domenico in persona. Le suore quindi fecero causa al papa e la vinsero. Giovanni XXII dovette arrendersi e trasferire la sede episcopale da Limoux ad Alet: l'abbazia di Notre-Dame d'Aleth, nel 1318, divenne cattedrale di Notre-Dame d'Aleth .
La diocesi di Alet comprendeva grosso modo l'ex pagus Redensis ed era delimitata a nord-ovest dalla diocesi di Mirepoix, a nord e nord-est, dall'arcidiocesi di Narbona, a sud, dalla diocesi di Elne e a ovest, dalla diocesi di Pamiers.

### Guerre di religione
Giunse poi il periodo disastroso delle guerre di religione. cattolici e protestanti si dilaniarono a vicenda, infiammando e insanguinando l'intero Paese.
L'abbazia romanica, che aveva evitato la devastazione della crociata albigese, non poteva però sottrarsi al saccheggio dei protestanti calvinisti. Gli ugonotti presero Alet nel 1573, e il 6 gennaio 1577 spogliarono la cattedrale di tutte le sue ricchezze, ne abbatterono gli altari e ne sfondarono le vetrate. Antoine II de Dax (o Dax), signore di Trévas, vescovo di Alet, presidente per ordinanza reale degli Stati della Linguadoca riuniti a Carcassonne nel 1569, abate di St-Polycarpe (come diversi membri del Casato Dax), già canonico di Carcassonne (cattedrale di Saint-Nazaire) ed ex vicario generale di due vescovi di Carcassonne, tra cui il cardinale di Borbone, era stato nominato poco prima alla sede episcopale di Alet, nel 1564, della quale aveva preso possesso nel 1565. Morì nel 1579, pochi anni dopo, nel bel mezzo delle guerre di religione. I calvinisti che detenevano Alet lo assediarono, tenendolo prigioniero prima di saccheggiare la sua città, demolendo il palazzo vescovile e distruggendo la magnifica cattedrale di Santa Maria. Alet, città calvinista, subì diversi assalti (sette o otto secondo i cronisti). Durante uno di questi, nel 1577, una palla di cannone fece crollare parte del tetto della cattedrale. Il monumento funse poi da cava di pietra per ricostruire le mura della città.

### Il declino e la fine della diocesi
La cattedrale di Notre-Dame fu abbandonata intorno al 1600 a favore di una cattedrale di fortuna allestita nei resti degli edifici conventuali (cattedrale di Saint-Benoît). Con il paese rovinato a causa di questi ripetuti conflitti, il tetto non venne mai riparato e alla fine crollò completamente da solo. L'ultimo dei 35 vescovi che si succedettero ad Alet, avendo ereditato una diocesi molto povera e una cattedrale in disuso e senza tetto, poco prima della Rivoluzione francese, decise di venderne le mura.
Negli ultimi anni dell'Ancien Régime, fu organista della cattedrale di Saint-Benoît un'anziana donna, Jeanne-Marie Lanes. Durante la Rivoluzione, la diocesi di Alet fu soppressa e il suo territorio annesso a quello del vescovo concordatario di Carcassonne. Il Concordato del 1801 soppresse la sede vescovile di Alet e ne divise il territorio tra le nuove diocesi di Carcassonne, Perpignano e Tolosa.

## Conservazione
Durante la costruzione della strada CD 118 che segnò le sorti dell'edificio, furono demolite quattro delle cinque absidi radiali e gotiche. Perdendo il loro sostegno originario, interi tratti di muro crollarono nel tempo.
La cattedrale di Notre-Dame, in rovina, fu oggetto di una classificazione come monumento storico dall'elenco del 1862.
Fu solo nel 1903 che furono intrapresi i primi lavori di restauro e valorizzazione e nel 1947 che i resti furono bonificati nella loro attuale situazione. Una recente operazione di consolidamento ha salvato il coro romanico, la parte più antica del monumento.
La porta d'ingresso è stata classificata come monumento storico dal 18 febbraio 1922. La sala capitolare, la cappella poligonale e le mura del chiostro (a tre campate) sono state classificate come monumenti storici fin dal 25 marzo 1922.